# みどりの風
みどりの風（みどりのかぜ、英語: Green Wind）は、2012年から2013年にかけて活動した日本の政党、政治団体である。略称はみどり。
社会保障と税の一体改革関連法案の可決をうけて、民主党を離党した議員3名と、先に国民新党を離党した亀井亜紀子の4名の参議院議員によって参議院の院内会派として2012年7月17日に結成された。参議院が良識の府として機能するために、党議拘束は前提としていない。党名の「みどりの風」は、一つは環境、脱原発を表現した「みどり」であり、もう一つは55年体制以前に参議院で勢力をもった会派緑風会をイメージしている。
緑の政治を掲げて2012年7月に結成された緑の党とは結党時点では関係ない。ただ、みどりの風の谷岡郁子は2012年11月に緑の党について「同じ“みどり”を掲げる身として、一緒に何らかの関係をつくることはできると思うが、タイミングが重要だ」と話しており、今後の連携も視野に入れていた。2013年参院選を前に緑の党側に参院選での共闘（具体的には名簿届け出政党としての合流など）を申し入れたが、検討の末緑の党側から断られた（後述）。

## 沿革
- 2012年7月17日、民主党を離党した谷岡郁子・舟山康江・行田邦子に加え、国民新党を離党した亀井亜紀子の4名の参議院議員による参議院の院内会派として結成を表明。
  - 11月15日、民主党を離党した山崎誠衆議院議員が合流したことにより政党要件を満たし、同日に新党設立を総務省に届け出を行い、参議院議員会館で記者会見を開いて新党結成を発表した。単独の党首は置かず、同年12月の第46回衆議院議員総選挙終了まで当初メンバー4人による共同代表制を敷くとしていた。衆議院解散後、11月16日に福田衣里子が、19日に初鹿明博がそれぞれ民主党を離党しみどりの風に合流することを表明した[5][6]。このほか、社民党に所属していた阿部知子も合流を検討していたが、これに不快感を示した福島瑞穂社民党党首が谷岡に対し阿部の入党を受け入れないよう要請。阿部はこの時点では参加を見送った[7]。
  - 11月27日、左派小政党の集合体として日本未来の党が結成され、みどりの風は合流はしないものの、選挙協力を行った。前衆議院議員の山崎・福田・初鹿が日本未来の党へ合流して立候補、当選後本人の希望があれば復党させる方針をとった[8]。移籍によって所属国会議員が4名となり、政党の必要条件5名を満たさなくなったため12月5日、「政治資金規正法に基づく政党ではなくなったという解党の届け出」を総務省に提出した[9]。政党要件を満たしている間はテレビ局から政党待遇を受けて所属議員がテレビ出演するなどしていた。
  - 12月16日に行われた総選挙の結果、未来の党から出馬した前職3名は全員が落選したが、山崎と初鹿は党員としてみどりの風に復党し、山崎は事務局長に就任した。その直後、未来の党は分裂する。12月28日、日本未来の党を離党した亀井静香衆議院議員と新党大地を離党した平山誠参議院議員がみどりの風に合流し、政党要件を回復、国政政党に復帰した[10]。
- 2013年1月28日に共同代表制を廃止し、代表に谷岡、代表代行に行田、幹事長に亀井亜紀子、政調会長に舟山、広報委員長に平山を充てる人事を発表した。亀井静香については「全員の師匠であり、肩書を必要としない政治家である亀井先生に小さな所帯の役職をつけることは失礼」として無役とした[11][12]。
  - 3月、行田がみんなの党へ移籍する意向を表明。みんなの党との政策協定を条件に谷岡も容認し、同年3月13日に離党した。後任の国会対策委員長には国対委員長代理の平山を充て、代表代行職は空席とした。同日、NHK番組「日曜討論」への出演要請がないとの理由により、NHK記者の記者会見への出席を拒否した。
  - 3月21日、未来の党の後継として残っていた政治団体日本未来の党に合併を打診したことを発表した[13]。
  - 5月17日、日本未来の党の阿部知子代表（衆議院議員）は、国会内で谷岡と記者会見し、日本未来の党をみどりの風に合流し、同党に入党することを明らかにした[14]。5月29日、阿部の入党と党代表代行就任が正式に発表された[15]。会見では参院選後の情勢次第で更なる合流を望み、「みどり」の名を冠した新党を結成する方針であることが発表され、それまでは政治団体日本未来の党を存続させ、引き続き阿部が代表を務めるとされた。
  - 6月上旬、5月中を回答期限に緑の党に打診していた参院選での共闘協議が物別れに終わったことが発表された。自党への吸収合併を強く主張したみどりの風側と、両党の名前を残した上での統一名簿を模索した緑の党側とで対立があったため。緑の党の漢人明子運営委員長は神奈川新聞社の取材に「党名、選挙の戦い方などで一致点を見いだせなかった。みどりの風とは、組織運営の面でも違いがあった」と説明した[16][17][18]。6月12日には生活の党との間で参院選の相互推薦に合意したと発表[19]。
  - 6月23日投開票の第19回東京都議会議員選挙に目黒区選挙区から目黒区議会議員の鴨志田リエを公認候補として擁立。鴨志田は所属していた民主党に離党届を提出し、区議を辞職した。みどりの風として初の地方議会議員選挙であり、来たる参院選の前哨戦でもあるため党として総力を挙げたが、同選挙区の定数3に対し候補者9人中7位で落選した[20][21]。
  - 7月21日に行われた第23回参議院議員通常選挙に国政選挙では初めてとなる党公認候補を8人（現職4人、新人4人）擁立したが、代表の谷岡含む全員が落選し、参議院での議席を失った。翌22日に谷岡は代表辞任を表明、党そのものについても「みどりの風の役割は終わった」と解党を示唆した[22]。しかし7月25日、谷岡はTwitterで「私の永田町からの引退は別として、みどりの風は、なくなりません」とのツイートを行い、当面は政治団体として存続させることを明らかにした[23]。7月28日、所属参議院議員の任期満了に伴い再び政党ではなくなった[24]。
  - その後は、残った亀井静香、阿部知子両衆議院議員は会派を結成せずにそれぞれ会派無所属として活動。2013年12月31日に政治団体を解散した[1]。

なお、かつての公式サイトが有していた「mikaze.jp 」というドメインは2013年12月に何者かが取得し、2017年9月末現在、「大学で政治経済について勉強している者」がみどりの風についてまとめたと称した形で、諸所にピアノ買い取り業者やリフォーム業者に誘導するリンクが挿入された事実上のアフィリエイトサイトとして運営されている。

## 政策

### 具体政策
経済政策
- 消費税増税を凍結。メガバンクや大企業に対する優遇税制を見直し、公正公平な税負担を実現。
- TPP批准に反対する、新自由主義からの脱却。
- 円高とデフレの解消。積極的な為替介入を行う。
- 住宅リフォーム助成制度の創設。

社会保障
- 歳入庁の創設。
- 被用者年金の一元化。厚生年金と共済年金を一元化させる。非正規雇用者の厚生年金への加入を広げる。
- 第3号被保険者制度の見直し。
- 協同労働の協同組合の法制化。
- 障害者権利条約の批准に向け、障害者差別禁止法を制定、障害者優先調達推進法に則り、政府調達を増やし、障害者の働く場の確保と工賃の引き上げを実施。
- 第2のセーフティネット作りにNPOを活用する。NPO活動の支援の拡充を行う。
- 核家族化した日本に共生社会を取り戻すため、他人と共に住むシェアハウスを促進させる。

国会改革・憲法
- 参議院の行政監視機能の特化と強化、政党助成金の見直し、両院協議会の機能強化。
- 一票の格差是正、民意の反映を実現する抜本的な選挙制度改革を行う。
- 憲法の基本原理「国民主権」「基本的人権の尊重」「平和主義」を堅持。憲法9条及び憲法96条改正には反対。
- 国民投票制度の導入を推進する。

地方自治
- 300程度の基礎自治体で国を構成。

領土問題
- 竹島問題について国際社会に発信。
- 尖閣諸島問題について台湾やASEAN諸国との連携強化。

防衛・在日米軍の基地問題
- 非核三原則の堅持。
- 自然災害、疫病、原子力災害、対テロ安全保障等「人間の安全保障」を基盤とした自衛隊機能の強化。
- 普天間基地、オスプレイ配備、在日米軍兵が起こした婦女暴行等の問題をアメリカに訴える。

環境政策
- 原発ゼロ社会の実現。
- 再生可能エネルギー、省エネルギー産業の振興策をとる。

出典

## 歴代みどりの風代表一覧

### みどりの風共同代表
| 代 | 共同代表   | 共同代表 | 就任日 退任日                                                                           | 備考 |
| -- | ---------- | -------- | --------------------------------------------------------------------------------------- | --- |
| -  |            | 谷岡郁子 | (旧みどりの風) 2012年11月15日 2012年12月5日 (新みどりの風) 2012年12月28日 2013年1月28日 | 4人による共同代表制。政党要件を満たさなくなったため解党。その後、所属議員が6人となったため、政党要件を回復。 |
| -  | 行田邦子   |          | (旧みどりの風) 2012年11月15日 2012年12月5日 (新みどりの風) 2012年12月28日 2013年1月28日 | 4人による共同代表制。政党要件を満たさなくなったため解党。その後、所属議員が6人となったため、政党要件を回復。 |
| -  | 舟山康江   |          | (旧みどりの風) 2012年11月15日 2012年12月5日 (新みどりの風) 2012年12月28日 2013年1月28日 | 4人による共同代表制。政党要件を満たさなくなったため解党。その後、所属議員が6人となったため、政党要件を回復。 |
| -  | 亀井亜紀子 |          | (旧みどりの風) 2012年11月15日 2012年12月5日 (新みどりの風) 2012年12月28日 2013年1月28日 | 4人による共同代表制。政党要件を満たさなくなったため解党。その後、所属議員が6人となったため、政党要件を回復。 |

### みどりの風代表
| 代 | 代表 | 代表     | 就任日 退任日                | 備考 |
| -- | ---- | -------- | ---------------------------- | --- |
| 1  |      | 谷岡郁子 | 2013年1月28日 2013年7月22日  | 再政党化や第183回国会召集に伴い、役割を分担するため単独代表制に変更。 第23回参議院議員通常選挙での敗北の責任を取り、辞任。 |
| -  |      | 阿部知子 | 2013年7月22日 2013年12月31日 | 代表代行 |

## 党所属国会議員
| 新党結成時（2012年11月15日）     | 新党結成時（2012年11月15日）     | 新党結成時（2012年11月15日）           | 新党結成時（2012年11月15日）       | 新党結成時（2012年11月15日）        |
| -------------------------------- | -------------------------------- | -------------------------------------- | ---------------------------------- | ----------------------------------- |
| 舟山康江 参院山形（2007年）・参1 | 行田邦子 参院埼玉（2007年）・参1 | 谷岡郁子 参院愛知（2007年）・参1       | 亀井亜紀子 参院島根（2007年）・参1 | 山崎誠 比例南関東（神奈川8区）・衆1 |
| 途中入党                         |                                  |                                        |                                    |                                     |
| 初鹿明博 東京16区・衆1           | 福田衣里子 長崎2区・衆1          |                                        |                                    |                                     |
| 2012年衆議院議員総選挙後入党     |                                  |                                        |                                    |                                     |
| 亀井静香 広島6区・衆13           | 平山誠 参院比例（2007年）・参1   | 阿部知子 比例南関東（神奈川12区）・衆6 |                                    |                                     |

## 党所属非議員
いずれも2013年参議院議員選挙に擁立。
元国会議員
- 山田正彦 - 衆・5期

元地方首長
- 露木順一 - 元神奈川県開成町長
- 井戸川克隆 - 元福島県双葉町長

### 解党後の動向
※解散時の所属国会議員数2名（衆議院議員2名）
- 阿部知子（→無所属→民主党→民進党→旧立憲民主党→立憲民主党）
- 亀井静香（→無所属）※2017年に政界引退。